# The Saga Begins (singolo)
The Saga Begins è un singolo di "Weird Al" Yankovic estratto dall'album Running with Scissors (1999).
Il titolo della canzone deriva dal tagline originale del poster del film Star Wars: Episodio I - La minaccia fantasma: «Every saga has a beginning».

## Genesi del brano e rapporti con Lucasfilm
Realizzata riprendendo la melodia di American Pie, brano del cantante folk Don McLean, The Saga Begins presenta un testo che riassume la trama di Star Wars: Episode I - La Minaccia Fantasma, raccontandola dal punto di vista di Obi-Wan Kenobi. Yankovic raccolse la maggior parte delle informazioni di cui aveva bisogno basandosi su diversi spoiler che circolavano in Internet. Sebbene Lucasfilm in un primo momento non avesse permesso a Yankovic di poter assistere a un'anteprima del film, il cantante poté comunque visionare il film prima della sua uscita nelle sale, nel corso di un evento volto a raccogliere fondi. Tuttavia, pur basandosi su semplici spoiler, Yankovic era riuscito a creare un testo così accurato che, dopo aver potuto visionare il film, dovette effettuare solo delle correzioni marginali.
Don McLean approvò l'utilizzo della melodia e disse inoltre che suo figliò la ascoltò talmente tanto che alcune volte, durante i propri concerti, sbagliava le parole di American Pie.

## Il video

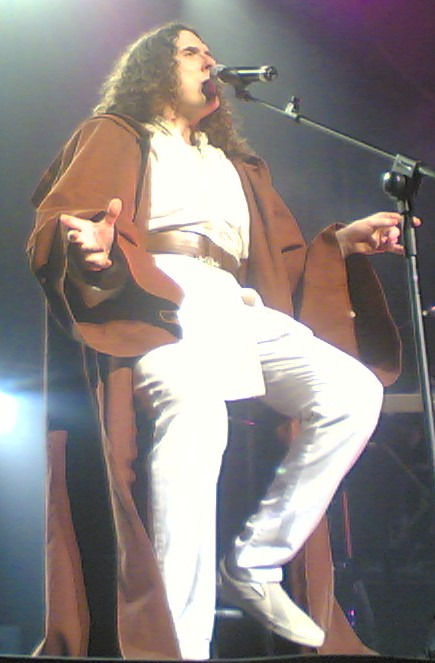
Yankovic mentre canta The Saga Begins durante un concerto ad Auckland il 10 marzo del 2007

Nel video Weird Al (che viene visto per la prima volta con il suo nuovo look post-LASIK e con i capelli corti)  interpreta Obi-Wan Kenobi, co-protagonista de La Minaccia Fantasma e futuro maestro jedi del giovane Anakin SkyWalker. All'inizio della clip Yankovic-Kenobi si trova nel deserto del pianeta Tatooine, dove incrocia Darth Sidious (qui interpretato dal tastierista di Al, Ruben Valtierra) intento a suonare il piano: il jedi a questo punto utilizza la forza per attrarre a sé una chitarra resofonica, prima che l'azione si sposti in una locanda di Mos Eisley (cittadina pirata di Tatooine presente anche nel film), dove appaiono gli altri componenti della band ed altre persone vestite da vari personaggi di Star Wars (tra le quali vi è la cugina di Al, Tammy, nei panni della Regina Amidala). Nel passaggio all'ultima strofa (col solo accompagnamento di piano iniziale e poi il "ritorno" della chitarra resofonica) l'azione torna nel deserto, prima che il ritornello venga ripetuto per l'ultima volta da Al, accompagnato da numerose sue copie..